# Kostel Narození Panny Marie (Holubice)
Kostel Narození Panny Marie v Holubicích (okres Praha-západ) je původně románská rotunda se dvěma apsidami a později přistavěnou hranolovou věží. V jeho interiéru se zachovaly fragmenty gotických nástěnných maleb z 1. poloviny 14. století. Kostel je chráněn jako kulturní památka České republiky.

## Historie
Kostel byl založen v letech 1224-26 jako rotunda s apsidou, po polovině 13. století byl rozšířen o druhou apsidu. Jeho založení je přesně datováno podle pečeti biskupa Pelhřima z let 1224-1225, která byla nalezena v oltáři.Gotická hranolová věž byla přistavěna ve 40. letech 14. století. Při barokních úpravách byla přestavěna horní část věže a schodiště (které bylo strženo při generální rekonstrukci v letech 1955-1957) a přibyla pravoúhlá sakristie.

## Popis a zajímavosti

### Exteriér
Jádro tvoří románská rotunda z opukových kvádrů s válcovou lucernou a dvěma půlkruhovými apsidami. Okna jsou románská, ve starší (východní) apsidě jsou oddělena lizénami a opatřená gotickými kružbami. Loď má průměr necelých 6 m, zdi dosahují tloušťky 1,15 m. Hranolová věž s jehlancovou střechou na krakorcích je jednopatrová, s bosovaným nárožím. Věž a lucerna jsou kryty plechem, ostatní střechy prejzy. Kostel s areálem bývalého hřbitova obklopuje ohradní zeď, v rohu stojí socha sv. Jana Nepomuckého z r. 1854.

### Interiér
V interiéru se zachovalo mnoho původních stavebních prvků - ostění dveří, žebrové klenby se svorníky, kružby oken. V 50. letech 20. století byly v přízemí věže  na 3 stěnách předsíně a v apsidě odkryty fragmenty raně gotických nástěnných maleb s výjevy Stětí sv. Kateřiny, Kamenování sv. Štěpána a postavami sv. Jeronýma, Augustina, Madony, sv. Kateřiny, Panny Marie se sv. Vojtěchem, sv. Klimenta a jiných světců; další malby byly objeveny ve špaletách oken východní apsidy. Heraldické znaky byly identifikovány jako erby pražského arcibiskupa Arnošta z Pardubic a Tamma Pluha z Rabštejna, v té době kostel a ves náležely ke zboží svatovítské kapituly.